# Спортивное право
Спортивное право — отрасль права, представляющая собой систему взаимосвязанных правовых норм, определяющих основные принципы, формы и порядок осуществления физкультурно-спортивной деятельности.

## Понятие и содержание спортивного права
Взгляд на спортивное право, как на комплексную отрасль права поддерживают многие российские специалисты по спортивному праву С. В. Алексеев, В. А. Витушко, А. Н. Егоричев, Д. И. Рогачев, В. В. Сараев и др.
Спортивные отношения регулируются комплексом разнообразных юридических норм. С одной стороны, действуют нормы гражданского права, определяющие правовой статус и деятельность организаций в сфере спорта, с другой стороны, ― нормы трудового права, определяющие правовой статус спортсмена, а также нормы административного и налогового права, относящиеся к государственному управлению в области спорта. Так же, спортивные отношения регулируются и внутренними правилами, установленными в рамках физкультурно-спортивных организаций на национальном и на международном уровнях.
Сложность регулирования спортивного права связана с разнородностью и разобщённостью его источников, отсутствие единого кодифицированного акта, регулирующего общественные отношения, складывающиеся в сфере физической культуры и спорта.